# 考布他汀A1
考布他汀A1是一种芪类化合物和考布他汀衍生物，分子式C18H20O6，是一种抗血管生成剂，通过降解微管蛋白起作用，诱导内皮细胞凋亡，存在于一些风车藤属（Combretum）植物中。